# Storie di tutti i giorni (album)
Storie di tutti i giorni è una raccolta del cantante pop italiano Riccardo Fogli, pubblicata nel 1987.

## Tracce
1. Mondo (Luigi Lopez e Carla Vistarini)
2. Che ne sai (Renato Brioschi e Riccardo Fogli)
3. Scene da un amore (Maurizio Fabrizio, Riccardo Fogli e Guido Morra)
4. Ti amo però (Maurizio Fabrizio, Riccardo Fogli e Guido Morra)
5. Malinconia (Guido Morra e Maurizio Fabrizio)
6. Storie di tutti i giorni (Riccardo Fogli, Guido Morra e Maurizio Fabrizio)
7. Per Lucia (Riccardo Fogli, Maurizio Fabrizio e Vincenzo Spampinato)
8. Compagnia (Guido Morra e Maurizio Fabrizio)
9. Torna a sorridere
10. Voglio sognare (Maurizio Fabrizio e Guido Morra)
11. Sulla buona strada (Maurizio Fabrizio e Vincenzo Spampinato)
12. Dio come vorrei